# TVR (Polen)
TVR ist ein polnischer Unterhaltungs-Fernsehsender. Seit 2017 besitzt MWE Teleport den Sender. Der Sender startete am 19. Dezember 2010 und testet in DVB-T.

## Geschichte
Der Sender startete am 19. Dezember 2010. Er konzentrierte sich bis 2016 auf Sendungen aus der Landwirtschaft. Seit der Übernahme von MWE Teleport im Jahr 2017 konzentriert er sich auf Unterhaltungssendungen.
Seit Ende Juni 2019 testet er in DVB-T.